# Asako Narahashi
Asako Narahashi (楢橋 朝子, né à Tokyo en 1959) est une photographe japonaise, nommée dans la catégorie « espoirs » du prix de la Société de photographie du Japon en 1998, lauréat de l'édition 2004 du prix de la Société de photographie et du prix Higashikawa en 2008

## Principales expositions
- Coming Closer and Getting Further Away, Tokyo Art Museum, Tokyo (2009)
- Half awake and half asleep in the water, Yossi Milo Gallery, New York (2008)

## Publications
Asako Narahashi : Funiculi Funicula. Photographies 1998-2003 (2004)

## Source de la traduction
- (en) Cet article est partiellement ou en totalité issu de l’article de Wikipédia en anglais intitulé « Asako Narahashi » (voir la liste des auteurs).